# Srebrenko Posavec
Srebrenko Posavec (Murska Sobota, Slovenija, 19. ožujka 1980.) je hrvatski nogometaš.

## Karijera
Posavec je većinu svoje klupske karijere proveo igrajući za Slaven Belupo i Varteks (kasnije Varaždin). Od siječnja 2013. je član kineskog drugoligaša Hunan Billowsa s kojim je potpisao jednogodišnji ugovor.
Dobrim igrama u HNL-u, Posavec je početkom 2006. dobio poziv u hrvatsku reprezentaciju za koju je odigrao jednu utakmicu na prijateljskom turniru u Hong Kongu protiv domaćina. Hrvatska je tada pobijedila s visokih 4:0.

## Vanjske poveznice
- Soccerdatabase.eu
- National Football Teams.com